# Aberdeen Football Club 1986-1987
Questa voce raccoglie le informazioni riguardanti l'Aberdeen Football Club nelle competizioni ufficiali della stagione 1986-1987.

## Stagione
Già eliminato nelle prime fasi delle coppe nazionali e della Coppa delle Coppe, nel mese di novembre l'Aberdeen vide Alex Ferguson abbandonare la panchina per accasarsi al Manchester Utd.
In Premier Division i Dons lottarono contro gli Hearts per la conquista dell'ultimo posto utile per la qualificazione in Coppa UEFA, sorpassando definitivamente gli avversari a due gare dalla fine e assicurandosi il quarto posto all'ultimo turno.

## Maglie e sponsor
Lo sponsor tecnico per la stagione 1986-1987 è Adidas.
| Manica sinistra · Manica sinistra · Maglietta · Maglietta · Manica destra · Manica destra · Pantaloncini · Pantaloncini · Calzettoni |

## Rosa
| N. |                   | Ruolo | Calciatore       |
| -- | ----------------- | ----- | ---------------- |
|    | Scozia (bandiera) | P     | Bryan Gunn       |
|    | Scozia (bandiera) | P     | Jim Leighton     |
|    | Scozia (bandiera) | D     | Brian Irvine     |
|    | Scozia (bandiera) | D     | Tommy McIntyre   |
|    | Scozia (bandiera) | D     | Stewart McKimmie |
|    | Scozia (bandiera) | D     | Alex McLeish     |
|    | Scozia (bandiera) | D     | Tommy McQueen    |
|    | Scozia (bandiera) | D     | Willie Miller    |
|    | Scozia (bandiera) | D     | Brian Mitchell   |
|    | Scozia (bandiera) | D     | David Robertson  |
|    | Scozia (bandiera) | D     | Ian Robertson    |
|    | Scozia (bandiera) | C     | Ian Angus        |
|    | Scozia (bandiera) | C     | Jim Bett         |

| N. |                   | Ruolo | Calciatore      |
| -- | ----------------- | ----- | --------------- |
|    | Scozia (bandiera) | C     | Bobby Connor    |
|    | Scozia (bandiera) | C     | Brian Grant     |
|    | Scozia (bandiera) | C     | Stevie Gray     |
|    | Scozia (bandiera) | C     | John McMaster   |
|    | Scozia (bandiera) | C     | Ian Porteous    |
|    | Scozia (bandiera) | C     | Neil Simpson    |
|    | Scozia (bandiera) | C     | Billy Stark     |
|    | Scozia (bandiera) | C     | Peter Weir      |
|    | Scozia (bandiera) | A     | Davie Dodds     |
|    | Scozia (bandiera) | A     | Willie Falconer |
|    | Scozia (bandiera) | A     | John Hewitt     |
|    | Scozia (bandiera) | A     | Frank McDougall |
|    | Scozia (bandiera) | A     | Joe Miller      |
|    | Scozia (bandiera) | A     | Paul Wright     |

## Risultati

### Coppa delle Coppe
| Arbitro: | Halle |

|                            |           |                |
| Bett 73’ (rig.) Wright 81’ | Marcatori | 40’ Débonnaire |

| Arbitro: | Thomas |

|                                               |           |  |
| Leighton 5’ (aut.) Bouderbala 29’ Brigger 88’ | Marcatori |  |